# Smolanie
Smolanie (także Smolianie albo Smoleńcy) – plemię południowosłowiańskie zamieszkujące od VII wieku tereny na południowy wschód od Tesaloniki nad rzeką Mestą oraz południowo-wschodnie Rodopy.
Smolanie pojawili się we wschodniej Macedonii zapewne na początku VII wieku w ramach wielkiego exodusu sklawińskiego na ziemie Cesarstwa bizantyjskiego. Nazwa Smolan po raz pierwszy została wymieniona w inskrypcji Isbuła z czasów bułgarskiego chana Presjana, pochodzącej z ok. 837 roku.
Po okresie ekspansji Słowian w Macedonii i Tracji, na przełomie VIII i IX wieku cesarze bizantyńscy narzucili plemionom słowiańskim swoje zwierzchnictwo, zmuszając je do płacenia trybutu i dostarczania posiłków zbrojnych. W 837 wybuchło powstanie Słowian w okolicach Tesaloniki: w Rodopach, Tracji Białomorskiej i południowej Macedonii. Źródła bizantyńskie nie informują, które dokładnie sklawinie zbuntowały się przeciw Bizancjum, niewątpliwie działaniami powstańczymi objęte zostały ziemie Smolan. Ostatecznie wojska greckie pod dowództwem Aleksego Mosuele stłumiły bunt. Krew lała się gęsto, a okolicę opanował ogień, jak relacjonuje grecki historyk. Zanim jednak Bizantyńczykom udało się ostatecznie opanować sytuację, wmieszali się w nią, na prośbę przegrywających swą walkę Smolan, Bułgarzy. Wojska bułgarskie pod wodzą kauchana Isbuła rozbiły pod Filippi wojska greckie, opanowując miasto. Tereny Smolan od Rodopów po wybrzeże morskie na wysokości obecnej Kawali zostały włączone do państwa bułgarskiego.
Po ostatecznym rozbiciu pierwszego państwa bułgarskiego przez Bizancjum na początku XI wieku na terenach Smolan utworzony został odrębny tem Smolenon, o którym źródła bizantyńskie informują do końca XII wieku. Utworzone też zostało odrębne biskupstwo podlegające metropolii w Filippi.
Nazwę pochodzącą od plemienia Smolan nosi miasto w południowej Bułgarii - Smolan.